# Circonscription autonomique d'El Hierro
Ne doit pas être confondu avec Circonscription électorale d'El Hierro.
La circonscription électorale d'El Hierro est l'une des huit circonscriptions électorales des îles Canaries pour les élections au Parlement des Canaries.
Elle correspond géographiquement à l'île d'El Hierro.

## Synthèse
| AP & alliés |       | 1 |   |   |   |   |   |   |   |   |   |   |  |  |  |
| AHI         |       | 1 | 2 | 1 | 1 | 2 |   |   |   |   |   | 1 |  |  |  |
| PSOE        |       | 1 | 1 | 1 | 1 | 1 |   | 1 | 1 | 1 | 1 | 1 |  |  |  |
| CC          |       |   |   |   |   |   | 2 | 2 | 1 | 2 | 1 |   |  |  |  |
| PP          |       |   |   | 1 | 1 |   | 1 |   | 1 |   | 1 | 1 |  |  |  |
|             |       |   |   |   |   |   |   |   |   |   |   |   |  |  |  |
| Total       | Total | 3 | 3 | 3 | 3 | 3 | 3 | 3 | 3 | 3 | 3 | 3 |  |  |  |

## Résultats détaillés

### 1983
| Parti     | Parti | Députés élus               |
| --------- | ----- | -------------------------- |
| AP-PDP-UL |       | Manuel Fernández González  |
| PSOE      |       | José Francisco Armas Pérez |
| AHI       |       | Juan Padrón Morales        |

### 1987
| Parti | Parti | Députés élus                      |
| ----- | ----- | --------------------------------- |
| AHI   |       | Juan Padrón Morales, Tomás Padrón |
| PSOE  |       | Sebastián Cabrera Perdomo         |

- Sebastián Cabrera (PSOE) est remplacé en avril 1991 par Isidro Padrón Armas.

### 1991
| Parti | Parti | Députés élus              |
| ----- | ----- | ------------------------- |
| AHI   |       | Juan Padrón Morales       |
| PSOE  |       | Isidro Padrón Armas       |
| PP    |       | Manuel Fernández González |

### 1995
| Parti | Parti | Députés élus               |
| ----- | ----- | -------------------------- |
| AHI   |       | Juan Padrón Morales        |
| PP    |       | Manuel Fernández González  |
| PSOE  |       | José Francisco Armas Pérez |

### 1999
| Parti | Parti | Députés élus                      |
| ----- | ----- | --------------------------------- |
| AHI   |       | Belén Allende Riera, Tomás Padrón |
| PSOE  |       | José Francisco Armas Pérez        |

### 2003
| Parti | Parti | Députés élus                             |
| ----- | ----- | ---------------------------------------- |
| CC    |       | Belén Allende Riera, Pilar Mora González |
| PP    |       | Agustín Padrón Benítez                   |

### 2007
| Parti | Parti | Députés élus                                 |
| ----- | ----- | -------------------------------------------- |
| CC    |       | Belén Allende Riera, Francisco Acosta Padrón |
| PSOE  |       | Inocencio Hernández González                 |

### 2011
| Parti | Parti | Députés élus               |
| ----- | ----- | -------------------------- |
| CC    |       | José Javier Morales Febles |
| PSOE  |       | Alpidio Armas González     |
| PP    |       | Agustín Padrón Benítez     |

- Agustín Padrón (PP) est remplacé en février 2013 par María del Carmen Morales Hernández.
- Alpidio Armas (PSOE) est remplacé en janvier 2014 par Ana González González.

### 2015
| Parti | Parti | Députés élus                               |
| ----- | ----- | ------------------------------------------ |
| CC    |       | David Cabrera de León, Belén Allende Riera |
| PSOE  |       | Ana González González                      |

### 2019
| Parti | Parti | Députés élus                        |
| ----- | ----- | ----------------------------------- |
| CC    |       | Alejandro Narvay Quintero Castañeda |
| PSOE  |       | Ana González González               |
| PP    |       | Juan Manuel García Casañas          |

### 2023
| Parti | Parti | Députés élus               |
| ----- | ----- | -------------------------- |
| PSOE  |       | Lucía Fuentes Mesa         |
| AHI   |       | Raúl Acosta Armas          |
| PP    |       | Juan Manuel García Casañas |